# 臺灣鐵道飯店
臺灣鐵道飯店（日语：／）是臺灣日治時期的一座高級洋式旅館，當時位於臺北市表町二丁目七番地（今臺北市中正區臺北車站對面）。建物在二次大戰臺北大空襲中遭美軍炸毀，今已不存在，現址為新光摩天大樓及亞洲廣場大樓（原大亞百貨、K Mall、統一元氣館），約在忠孝西路、館前路、許昌街、南陽街所圍街區內，大門入口在今館前路上。
在第二代臺南車站二樓的臺南鐵道飯店開業之後，改稱臺北鐵道飯店；除了鐵道飯店，戰前在台北車站和高雄車站內設有食堂。

## 簡介
該飯店於1907年夏天開始動工，1908年（明治41年）10月落成，由臺灣總督府鐵道部直營，是台灣第一座、也是當時唯一的一座西式飯店。當時來臺訪問的日本皇族、財政界的大人物都下榻於此，第一位客人是來臺灣主持「臺灣縱貫鐵道全通式」的閑院宮載仁親王。
臺灣鐵道飯店建築是由松崎萬長等人所設計，本體為紅磚砌成，為德式建築。內部有挑高大廳與吊燈等設施。裡面所有的配件，從餐廳的刀叉到房間的瓷製馬桶，都是英國的舶來品。飯店一共有30間房，住宿費依等級從27日圓到3日圓不等，在當時是有錢人才能進駐的昂貴價格。
臺灣鐵道飯店在1945年5月31日的臺北大空襲中被炸毀，戰後曾利用原有教育會館的別館空間小規模修建復業，並於1946年2月1日改稱「臺灣鐵路飯店」並繼續營業，主由臺灣旅行社經營，招攬如臺灣環島十二天遊的休憩飯店，與臺灣大飯店、臺北招待所、臺旅飯店、臺旅食堂、淡水沙崙海濱飯店、陽明山眾樂園飯店、臺中鐵路飯店、臺南鐵路飯店、日月潭涵碧樓招待所齊名，並排首名。惟50、60年代間即被「金華飯店」（後被希爾頓大飯店併購重建）擠落首名。而在1952年，省議會決議將空間收回作為議會招待所使用。別館建築則於1970年代拆除。

## 建築
臺灣鐵道飯店佔地有3,069坪，不過建築物實際的面積是620坪，有三層樓高。一樓是大廳、吸煙室、讀書室等公共空間，戶外還設有餘興舞臺一座。

## 費用
依據日本鐵道省出版的《観光地と洋式ホテル》一書，1930年代的鐵道飯店費用如下：
| 房間類型         | 房間數 | 費用    |
| ---------------- | ------ | ------- |
| 一人房（無浴室） | 3      | 3－7圓  |
| 一人房（附浴室） | 1      | 16圓    |
| 二人房（無浴室） | 25     | 8－11圓 |
| 二人房（附浴室） | 1      | 27圓    |

餐費方面，早餐是1圓50錢，午餐2圓50錢，晚餐3圓，茶菓40錢。

## 著名的住宿者
- 板垣退助，1914年。
- 久邇宮邦彥王，1920年。
- 郁達夫，1936年。